# S&P (ゲーム会社)
株式会社S&P（エスアンドピー）は、かつてオンラインゲームの開発・配信を行っていた日本の企業。旧社名は株式会社ストラテジーアンドパートナーズ。

## 概要
2010年4月に設立。2012年6月にデジターボ、グッドスマイルカンパニーの3社で新ブランド「Conteride」を立ち上げ、ストラテジーアンドパートナーズは企画・開発・運営を担当していた。同年にConterideによる『魔法少女まどか☆マギカ オンライン』『Fate/Zero Next Encounter』の配信を開始した。
2013年には『進撃の巨人 -反撃の翼-』、2014年には『AKB48グループ ついに公式音ゲーでました。』を相次いで配信。これらの人気タイトルがあったことから、2015年3月期は約25億6000万円の売上があった。2015年2月2日に商号を株式会社ストラテジーアンドパートナーズから株式会社S&Pへ変更した。
しかし、同業者間の競争により2015年に『魔法少女まどか☆マギカ オンライン』『進撃の巨人 -反撃の翼-』のサービスが終了して以降は業績が悪化。同年に『いっしょにプルプル』の配信をスタートさせたものの、人気は出ず、2017年3月期の売上は約9億2100万円までに落ち込んだ。
このため、2018年3月1日に『B-PROJECT 無敵*デンジャラス』をMAGES.へ運営を移管。同年3月26日に『AKB48グループ ついに公式音ゲーでました。』のサービス終了と同時に事業を停止。事業停止と同時に本社を新宿区大久保から目黒区中根へ移転した。S&Pは、2019年3月6日に東京地方裁判所から破産手続開始決定を受けた。負債総額は約5億2800万円。

## 配信していた主なタイトル
- ギルティクラウン（2012年7月27日）
- Fate/Zero Next Encounter（2012年8月9日）
- 魔法少女まどか☆マギカ オンライン（2012年9月4日）
- ブラック★ロックシューター アルカナ（2012年11月21日）
- 進撃の巨人 -反撃の翼-（2013年7月5日）
- AKB48グループ ついに公式音ゲーでました。（2014年6月7日）
- いっしょにプルプル（2015年8月4日）
- B-PROJECT 無敵*デンジャラス（2017年6月28日）